# El hombre de las cabezas
El hombre de las cabezas (Un homme de têtes) es una película muda de la productora francesa Star Film del año 1898, dirigida por Georges Méliès. Se encuentra numerada con el n.º 167 en sus catálogos. La película presenta uno de los primeros usos conocidos de la exposición múltiple de objetos sobre un fondo negro, un efecto especial que Méliès usaría prolíficamente en los siguientes años.
Una copia ilegal de la película, no autorizada por Méliès, fue lanzada en Estados Unidos en 1903 por Siegmund Lubin bajo el título Cuatro cabezas son mejores que una.

## Sinopsis
El protagonista, interpretado por Méliès, entra en el cuadro y se encuentra entre dos mesas, se quita la cabeza y la pone en una de las mesas, la cabeza comienza a hablar y mira a su alrededor. Méliès repite la acción dos veces, con una nueva cabeza que aparece sobre sus hombros cada vez que se saca una, hasta que cuatro cabezas idénticas, se ven a la vez. Méliès luego toca un banjo y las cuatro cabezas cantan a la vez. A continuación, golpea dos de las cabezas con su banjo por su canto odioso, haciéndolas desaparecer. Luego se quita la cabeza y la arroja a un lado antes de tomar la otra cabeza de la segunda mesa, que es arrojada al aire y aterriza de nuevo sobre su cuello. Se inclina ante los espectadores, les dice adiós y se va.